# Língua sama
Sama, também conhecida como kissama ou quissama, é uma língua africana, falada em Angola na costa a sul de Luanda e na região do Bengo, estima-se que seja falada por 24 200 cidadãos nacionais.